# لاس ترس د کتییاس
لاس تُرِس دِ کُتییاس (به اسپانیایی: Las Torres de Cotillas) یکی از شهرداری‌های کومارکای شرقی و در بخش خودمختار مورسیا در کشور اسپانیا قرار دارد. تا سال ۲۰۰۹ مساحت این شهرداری ۳۸ کیلومتر مربع و جمعیت آن ۲۱٬۰۶۲ تَن می‌باشد.